# Cascata dell'Alferello
La Cascata dell’Alferello si trova nei pressi di Alfero, nell’Appennino tosco-romagnolo, in provincia di Forlì-Cesena. Il torrente Alferello, che sorge nei pressi del Monte Fumaiolo, nella ripa della Moia, attraversa il paese di Alfero e a 2 km dal centro abitato forma questa cascata con un balzo di 32 metri.

## Descrizione
La cascata, detta anche “Cascata di Alfero”, è particolare per le dimensioni e le caratteristiche geomorfologiche del territorio e del torrente che la forma..

### Il torrente
A differenza degli altri torrenti dell’Appennino Romagnolo, dove tipicamente domina un contesto geologico composto da piccole rocce facilmente erodibili o ciottoli, il letto dell’Alferello è ostacolato da massi erratici, con un alternarsi di pozze naturali e di balzi d’acqua. 

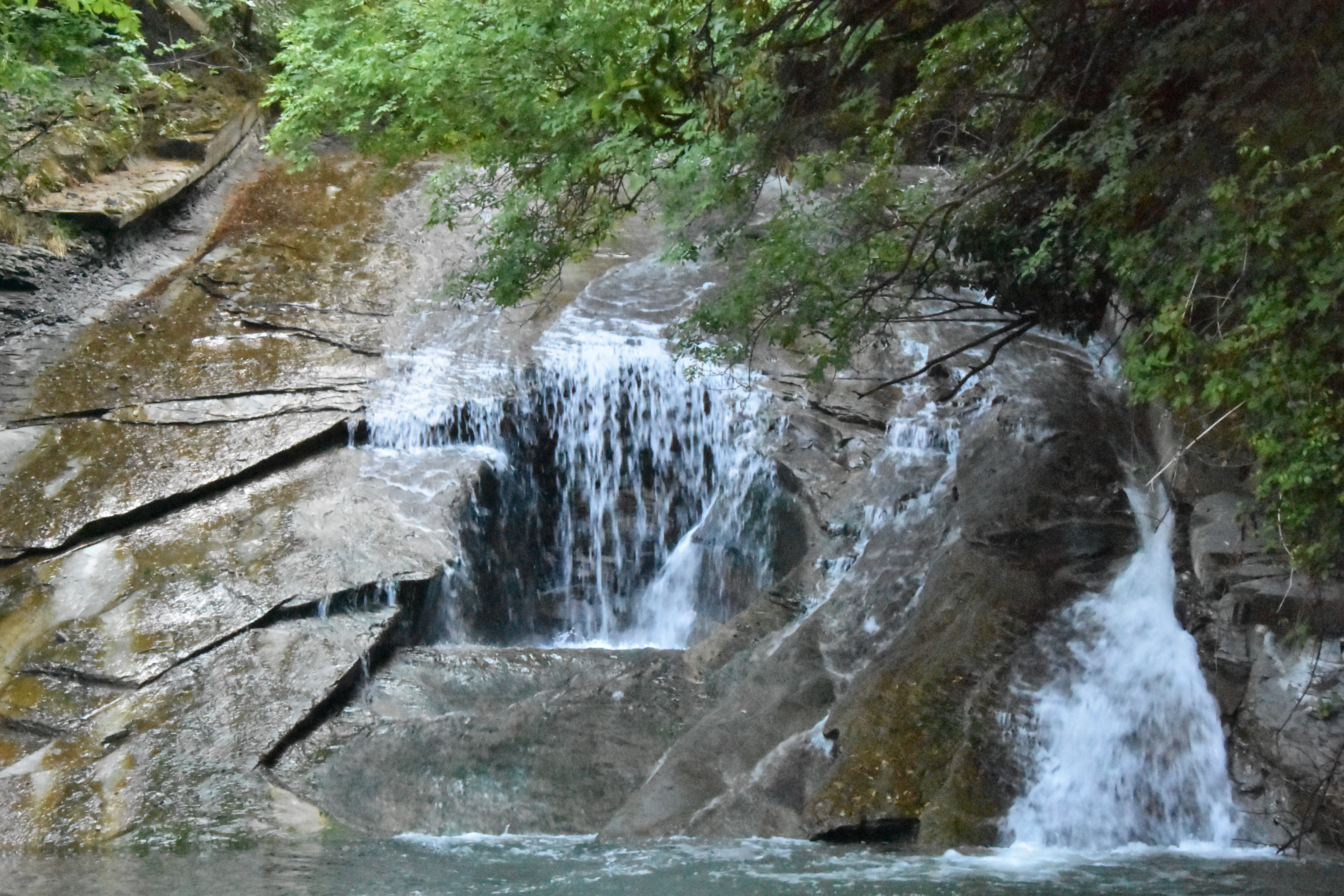
Pila

Un flusso costante di acqua e la forte pendenza del terreno hanno favorito la costruzione di alcuni impianti idroelettrici, che forniscono energia elettrica al paese di Alfero a partire dalla fine degli anni ‘40. Oltre il centro abitato il torrente percorre un ultimo tratto prima di confluire nel fiume Para, in una zona caratterizzata da calanchi. Il torrente ha eroso in quest'area, nel corso dei millenni,  strati di arenaria, dura all'erosione, e di marna più friabile. È la zona più selvaggia e meno accessibile del torrente, circondato da una fitta vegetazione di cerri e carpini.

### La cascata
Lungo l’ultimo tratto dell’Alferello si trova la cascata. Il torrente scorre sopra un grosso banco piatto di calcare arenaceo spesso circa 3 metri, per poi sprofondare nel salto della cascata alto circa 32 metri,che crea alla base un’ampia vasca poco profonda che permette l’accesso alla doccia naturale. Seguono una serie di marmitte di erosione che formano altre pozze; la più profonda di queste è chiamata “il pozzo” ed è balneabile. 
La portata d'acqua varia a seconda delle piogge stagionali, tuttavia il flusso è continuo anche nei periodi più secchi. Dal 2017 è in funzione un impianto di illuminazione notturna.

## Galleria d'immagini

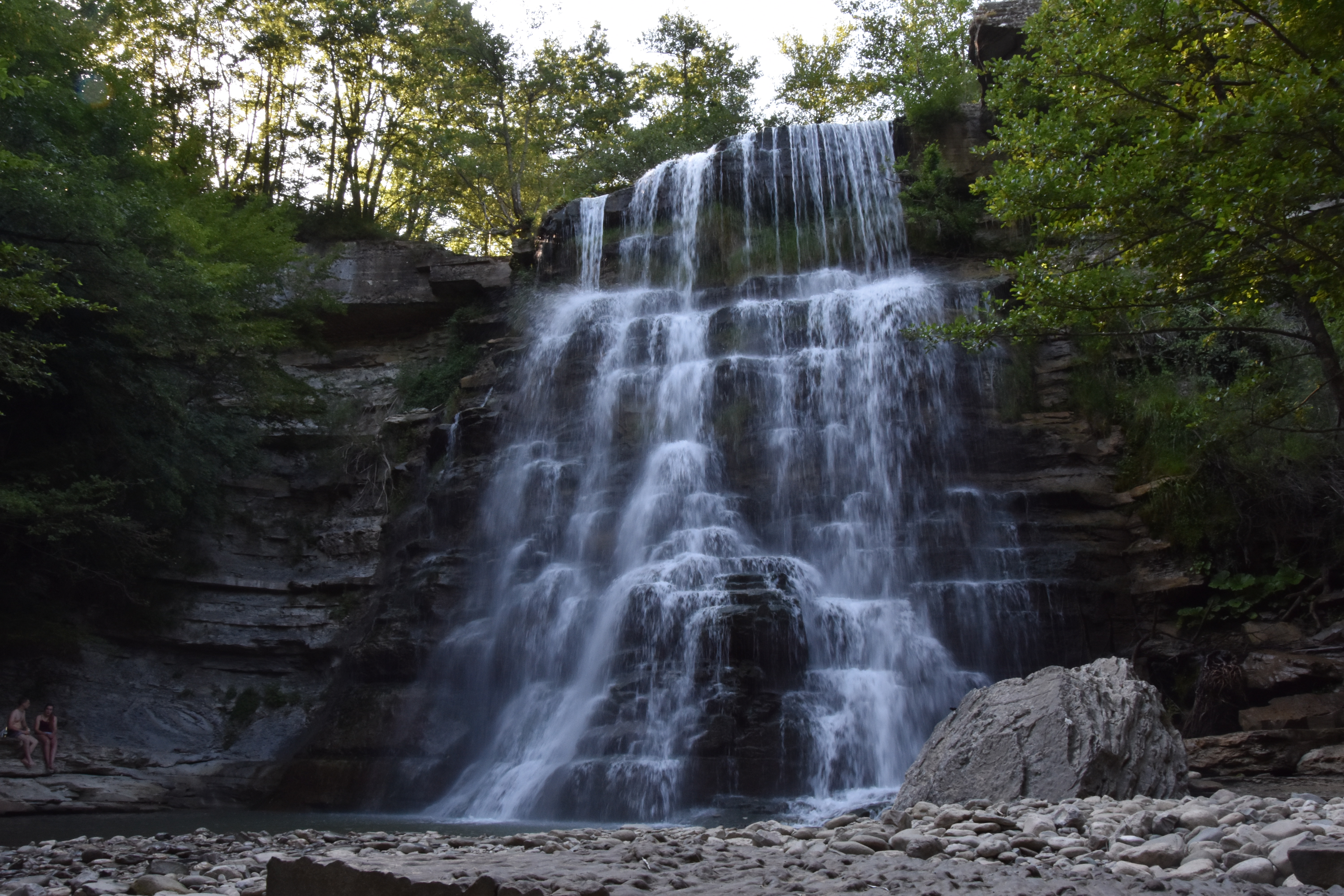
Cascata Alferello
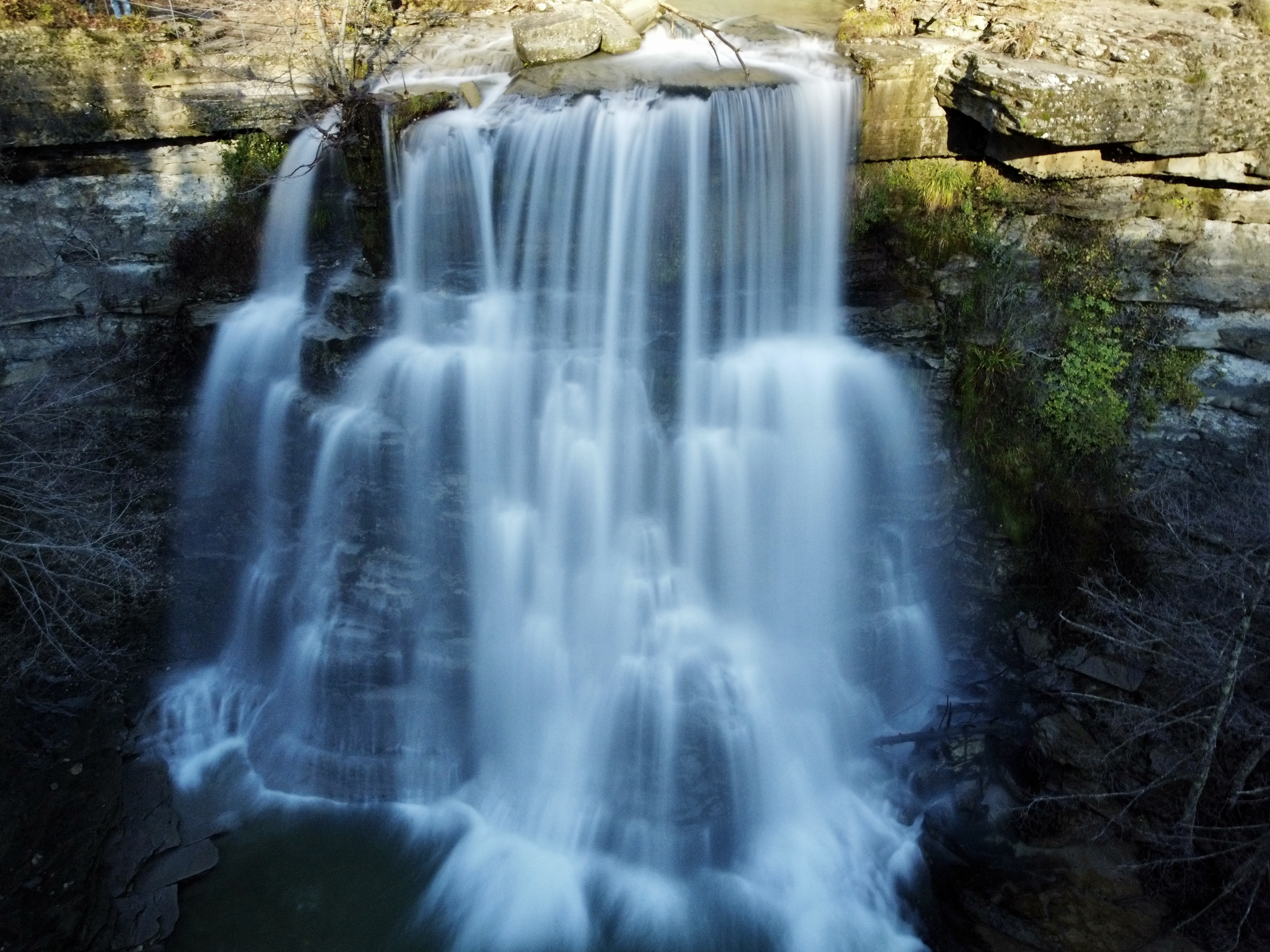
Cascata Alferello
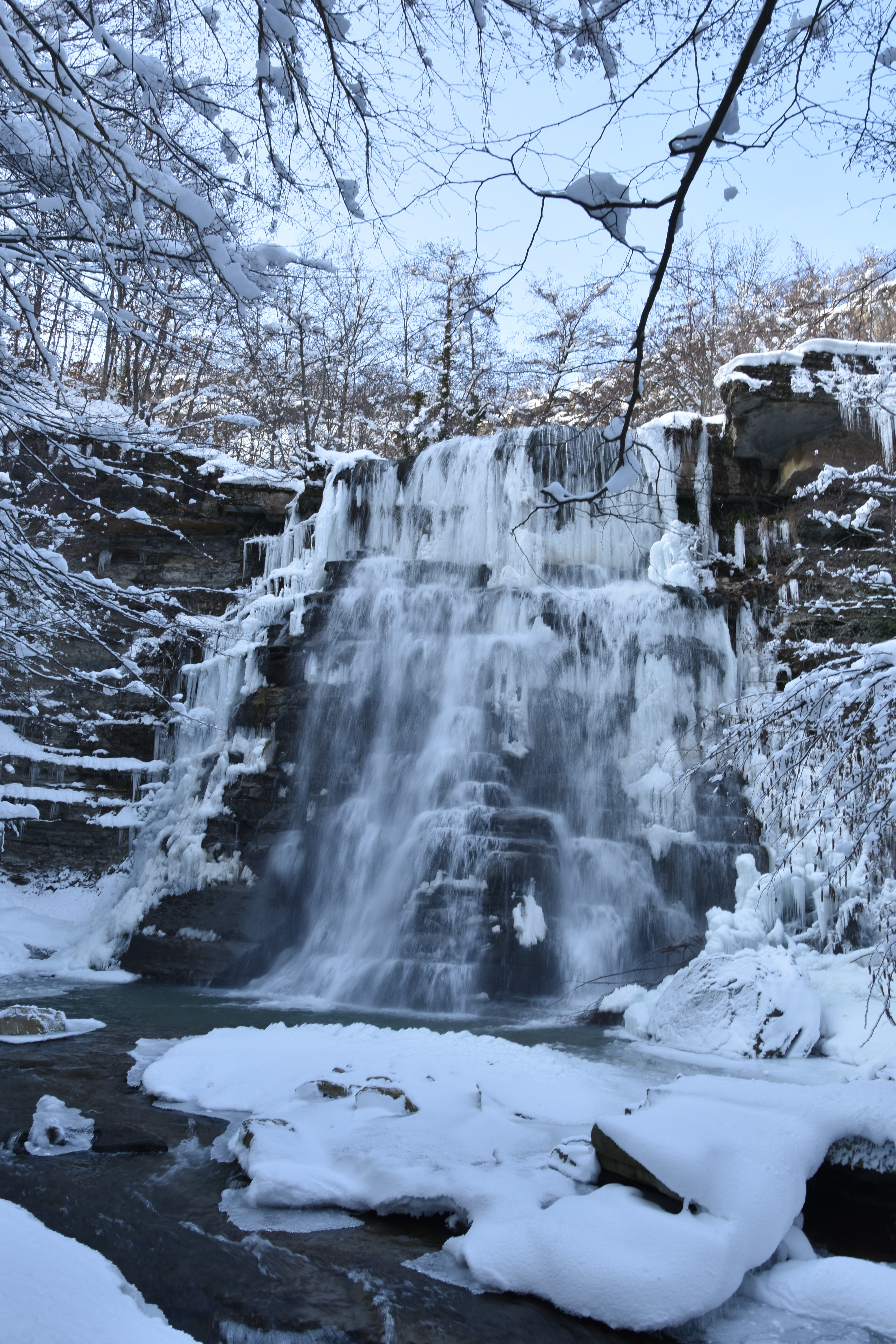
Cascata Alferello
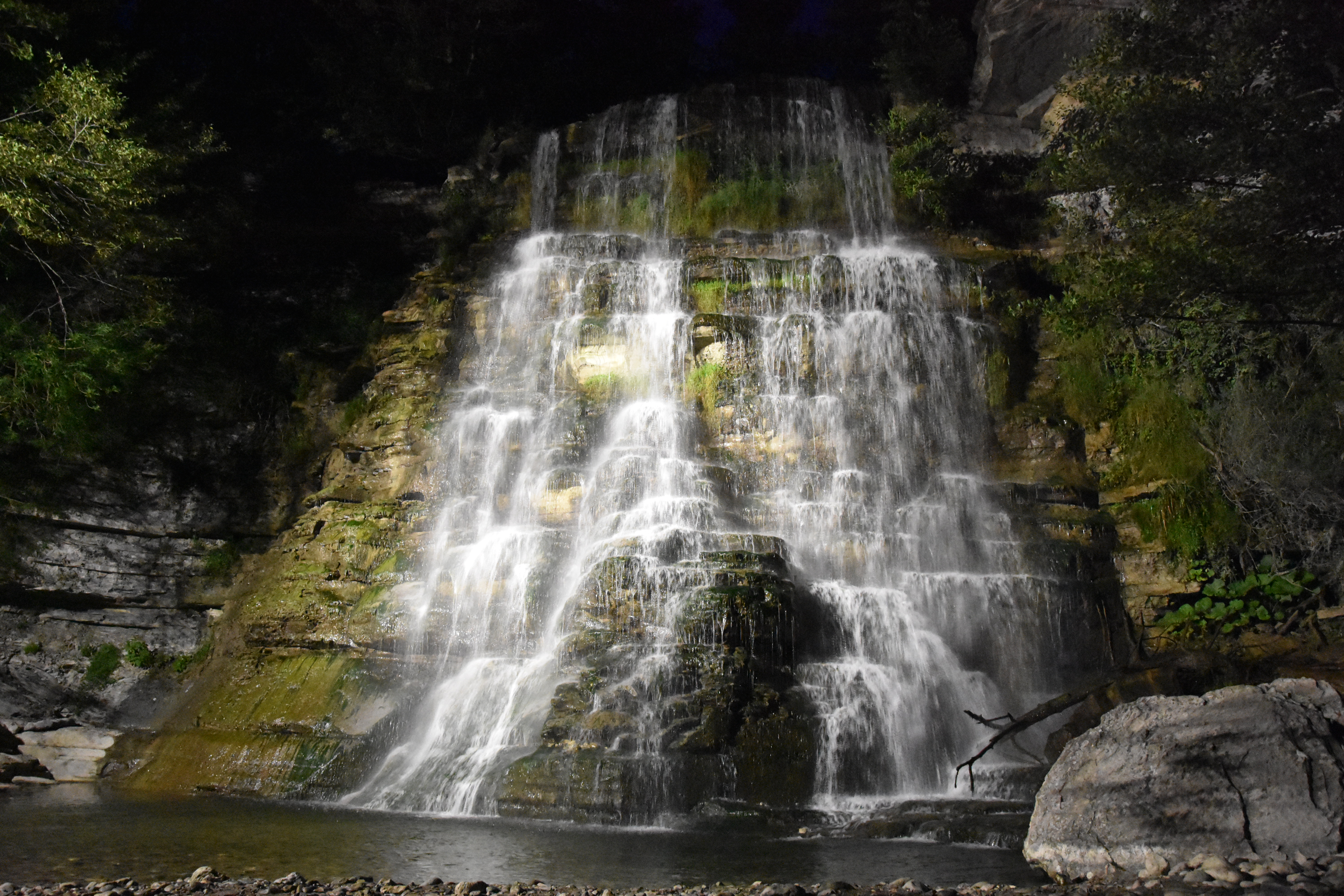
Cascata Alferello